# HMS Abercrombie (1915)
HMS Abercrombie — британский монитор типа «Эберкромби». Принимал участие в Первой мировой войне. Назван в честь английского генерала XVIII века Ральфа Эберкромби.

## История создания
Результаты проведённых в октябре—ноябре 1914 года бомбардировок бельгийского побережья устаревшими кораблями и мониторами выявили необходимость наличия мониторов с орудиями крупного калибра, способных действовать на мелководье и эффективно поражать береговые цели. Королевский флот испытывал нехватку таких кораблей, которые на тот момент ещё и трудно было вооружить.
3 ноября 1914 года президент американской компании Bethlehem Steel Чарльз Шваб направил Черчиллю предложение продать Великобритании четыре двухорудийных башни, заказанные в США для строившегося в Германии греческого линкора Саламис. Башни, вооружённые двумя 14-дюймовыми орудиями, пришлись весьма кстати — буквально на следующий день (4 ноября) Адмиралтейству было поручено рассмотреть вопрос о постройке двух «бронированных мониторов» (англ. armoured monitors). Результатом проведённых изысканий стала постройка четырёх бронированных мониторов. Энергетическая установка — 2 котла типа Бабкок-Уилкокса; 2 паровые машины.

## Служба
Монитор вошёл в строй в мае 1915 года под именем Admiral Farragut. 21 июня 1915 года переименован в HMS Abercrombie
24 июня 1915 года монитор отправился в Дарданеллы, буксируемый бронепалубным крейсером Theseus. Прибыв на место 12 июля, стал флагманом группы поддержки и немедленно приступил к обстрелу турецких позиций. В сентябре 1915 вместе с однотипными мониторами вошёл в состав 1-го дивизиона Особой эскадры (англ. 1st Division, Special Squadron).
Монитор в 1916 году был возвращен в Великобританию и использовался для охраны побережья. В апреле—мае 1919 года монитор был выведен в резерв и разоружен, в последующие годы корабль использовался как вспомогательный и опытовый до окончательного снятия с вооружения и продажи на слом в 1927 году.